# Planet Hollywood
A Planet Hollywood International Inc. (stilizált nevén planet Hollywood, planet Hollywood observatory és ph) egy tematikus étteremlánc, amelyet Hollywood népszerű ábrázolása ihletett. A vállalat tulajdonosa az Earl Enterprises corporation. Az Earl Enterprises-t Robert Earl alapította.
New Yorkban indult 1991. október 22-én, Sylvester Stallone, Arnold Schwarzenegger és Bruce Willis hollywoodi sztárok támogatásával. A beszervezett színészeket egy munkavállalói részvénytulajdonosi terven keresztül fizették a megjelenésükért és a reklámozásért. További hírességek támogatták a céget, többek között Demi Moore, Whoopi Goldberg, Jean-Claude Van Damme, Don Johnson, Cindy Crawford, Melanie Griffith, Tom Arnold, Wesley Snipes és Danny Glover színészek, John Hughes rendező, Roseanne Barr komikus és Ringo Starr énekes-dalszerző.

## Háttér
Robert Earl előbb Nagy-Britanniában (1970-es évek), majd a floridai Orlandóban nyitott tematikus éttermeket. Ezt az étteremcsoportot (President Entertainments; 70 étterem) 1987-ben eladta egy nagyobb cégnek, a Pleasurama PLC-nek. 1987-ben Earl a Pleasurama számára megszerezte a Hard Rock Cafe International (keleti jogokkal foglalkozó cég) irányítását Isaac Tigrett társalapítótól, majd 1989-ben kinevezték a cég vezérigazgatójává. 1989 végén a Mecca Leisure felvásárolta a Pleasuramát. A Meccát aztán 1990-ben a Rank Organisation vásárolta meg. Miközben a Hard Rock Cafe-t a következő két évben hétről 20 helyszínre bővítette, Earl találkozott Bryan Kestnerrel, akivel közös elképzelése volt a nyelvi és egyéb korlátokon átívelő zenéről, filmekről és sportról.

## Története
A Planet Hollywood 1991 végén nyílt meg New Yorkban, két szomszédos irodaház tövében, a West 57th Street 130. és 140. szám alatt. Arnold Schwarzenegger, Sylvester Stallone és Bruce Willis voltak azok a színészek, akik befektetők/promóterek lettek. A következő évre további három helyszínt nyitottak: Londonban, Dél-Kaliforniában és Chicagóban. 1993-ban a cég két új helyszínt nyitott meg, Washingtonban és Cancúnban, Mexikóban, miközben öt új helyszín bérleti szerződéseit intézte. Mindegyik új egység, amelyet gálaesttel nyitottak meg, az első működési évükben közel 15 millió dolláros bevételt termelt.
Sikerével a vállalat 1994-ben folytatta agresszív terjeszkedési tervét, miközben figyelmét további tematikus-éttermi koncepciók kifejlesztésére fordította, amelyek közül az egyik a Official All Star Café volt, a Planet Hollywood sportváltozata. Ha megkapták a zöld utat, elkezdték a profi sportolók toborzását, a stadionok és a hazai konyha menüjének megtervezését, valamint az árucikkek tervezését.
A márka legnagyobb bevételt hozó lokációs egységét 1994-ben nyitották meg Las Vegasban, a szokásos 500 ülőhely duplájával. Ezt követte később, még ebben az évben egy újabb 500 férőhelyes helyiség a Walt Disney Worldben.
Mivel a terjeszkedés zökkenőmentesen működött, Earl 1995-ben a növekedés más területein kezdett el dolgozni. Az All Star Café első New York-i helyének építése 1995 augusztusában kezdődött a Planet Hollywood közelében, és 1995. december 18-án nyitotta meg kapuit. 1995-ben megkezdődött egy Marvel Comics-alapú éttermi koncepció és egy Planet Hollywood Squares televíziós játékshow fejlesztése a King Worlddel és Roseanne Barr produkciós cégével, amely a Hollywood Squares alapján készült. Az árucikkek sikerével 1996 körül önálló kiskereskedelmi üzletek, a Planet Hollywood Superstores nyíltak.